# Григорьев, Александр Николаевич (футболист)
Александр Николаевич Григорьев (1908 — После 1966) — советский футболист, полузащитник, футбольный тренер. Заслуженный тренер РСФСР.

## Биография
В качестве футболиста много лет выступал за ростовское «Динамо». После образования чемпионата СССР среди клубов в 1936 году, играл со своей командой в классах «В», «Б» и «А». В классе «А» в 1938 году провёл 18 матчей, дебютный матч сыграл 12 мая 1938 года против бакинского «Темпа». После окончания Великой Отечественной войны продолжил карьеру, проведя ещё три сезона в классе «Б», и завершил выступления в 40-летнем возрасте.
В качестве тренера возглавлял команды Ростовской области, игравшие в низших дивизионах — «Ростсельмаш», «Шахтёр» (Шахты), «Труд»/«Калитва» (Белая Калитва).